# Amorphogynia
Amorphogynia is een geslacht van vlinders van de familie spanners (Geometridae), uit de onderfamilie Ennominae.

## Soorten
- A. inversarius Rebel, 1903
- A. necessaria (Zeller, 1849)